# 弗雷努瓦堡
弗雷努瓦堡（法語：Fresnoy-le-Château，法語發音：[fʁɛnwa lə ʃato]）是法国奥布省的一个市镇，位于该省中南部，属于特鲁瓦区和特鲁瓦香槟都会城市圈公共社区，其市镇面积为11.48平方公里，2022年1月1日时人口数量为285人。
弗雷努瓦堡是特鲁瓦香槟都会城市圈公共社区的组成部分，位于特鲁瓦市区东南大约12公里。

## 行政
弗雷努瓦堡的邮政编码为10270，INSEE市镇编码为10162。

## 地理

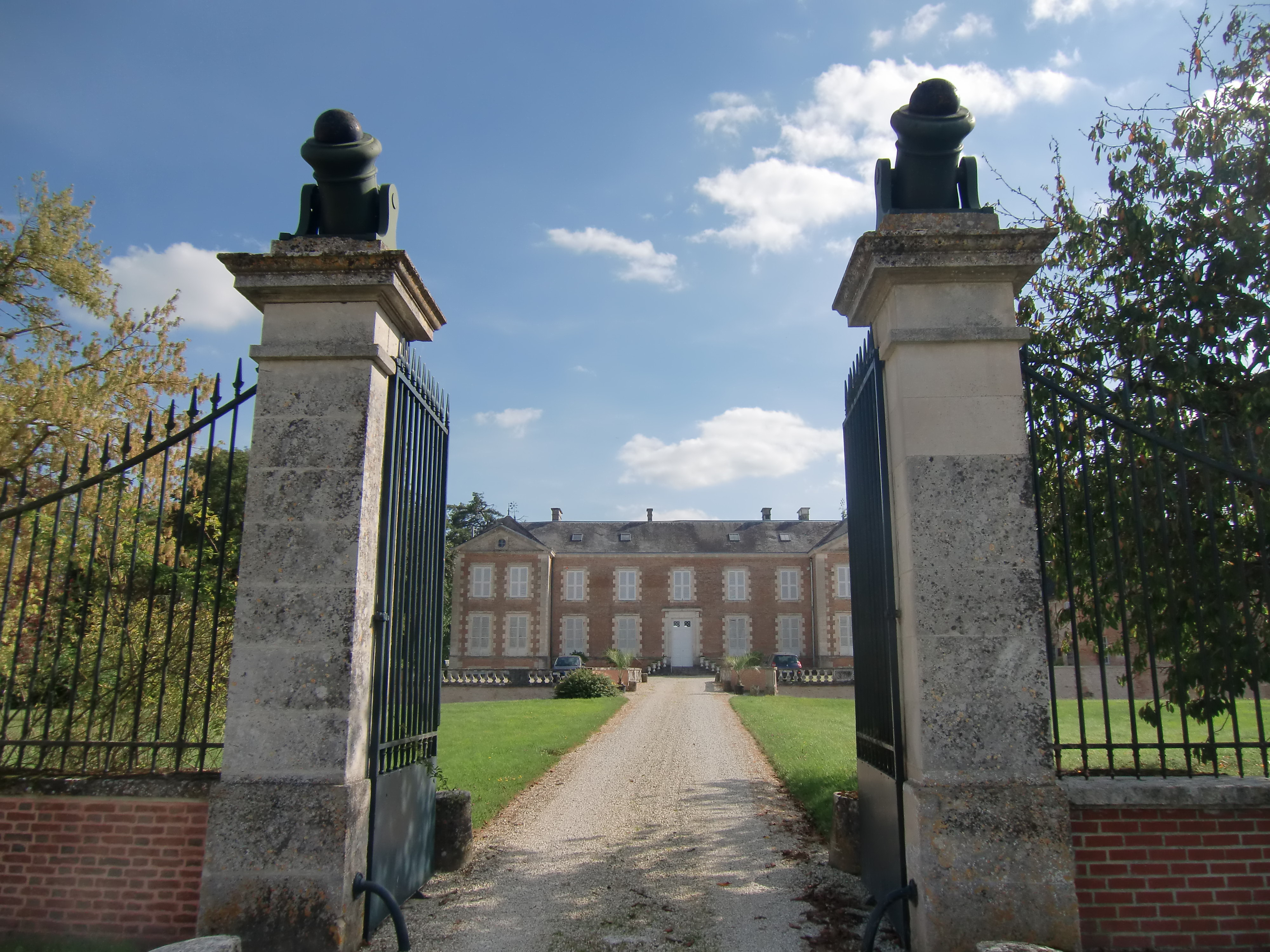
弗雷努瓦堡城堡

弗雷努瓦堡（48°12'35"N, 4°13'27"E）位于法国中北部偏东，大东部大区西南部和奥布省中部偏南。
与弗雷努瓦堡接壤的市镇包括：克莱雷、巴尔斯河畔吕西尼、蒙托兰、巴尔斯河畔蒙特勒伊、维勒穆瓦耶讷。
弗雷努瓦堡属于塞纳河流域，天堂溪（ruisseau du Paradis）流经境内，境内地势平坦。
按照柯本气候分类法，弗雷努瓦堡属于温带海洋性气候，全年温差较小，降水分布均匀。

## 历史
弗雷努瓦堡最初的记录可追溯至公元12世纪，历史上长期为一普通村落，法国大革命后建立市镇。

## 交通
奥布省省道D1线、D21线和D106线在弗雷努瓦堡境内交汇。法国A5高速公路经过境内但未设出入口。

## 政治
现任弗雷努瓦堡市长为安德烈·比塔先生（André Butat）。

## 人口
| 年份   | 1936 | 1946 | 1954 | 1962 | 1968 | 1975 | 1982 | 1990 | 1999 | 2006 | 2007 | 2008 | 2013 | 2017 |
| ------ | ---- | ---- | ---- | ---- | ---- | ---- | ---- | ---- | ---- | ---- | ---- | ---- | ---- | ---- |
| 人口數 | 221  | 234  | 250  | 227  | 213  | 210  | 194  | 211  | 223  | 239  | 242  | 244  | 257  | 279  |

## 建筑
弗雷努瓦堡普莱西城堡是法国国家文物保护单位。